# Antiterrorisme

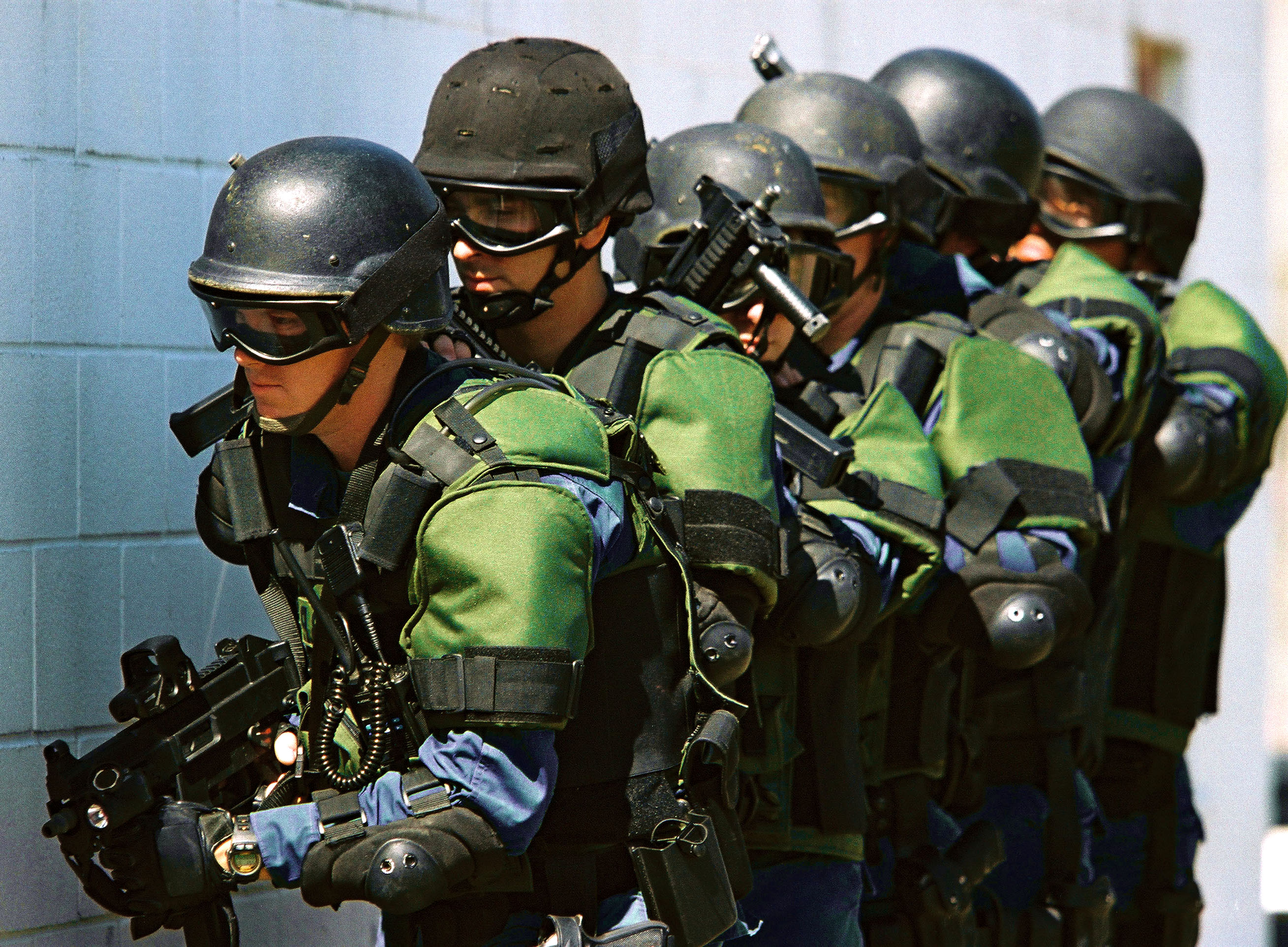
Policia de fronteres i aduanes dels Estats Units.

El contraterrorisme o antiterrorisme es refereix a les pràctiques, tàctiques i estratègies de governs, exèrcits i altres grups especialitzats a adoptar mesures contra el terrorisme. El contraterrorisme no és específic a cap àrea o organització i sí que implica a entitats de tots els nivells de la societat. La policia, els bombers i l'assistència mèdica d'emergència tenen projectes especials per a atacs terroristes. Els exèrcits realitzen operacions de combat contra el terrorisme, utilitzant sovint a les forces especials. La creació d'equips especials de contraterrorisme implica a tots els segments de la societat i de variades organitzacions estatals. La falsa propaganda i l'adoctrinament és la base del terrorisme. És així que, comprenent-ne el perfil i funcionament, augmenta la capacitat de contrarestar el terrorisme amb major eficàcia.